# Didier Borotra
Pour les articles homonymes, voir Borotra.
 (octobre 2015).
Si vous disposez d'ouvrages ou d'articles de référence ou si vous connaissez des sites web de qualité traitant du thème abordé ici, merci de compléter l'article en donnant les références utiles à sa vérifiabilité et en les liant à la section « Notes et références ».
Didier Borotra, né le 30 août 1937 à Nantes et mort le 21 août 2024 à Bayonne, est un homme politique français. Membre de l'UDF puis du MoDem, il est sénateur français de 1992 à 2011 et maire de Biarritz de 1991 à 2014.

## Biographie
Didier Borotra est le fils d'Édouard Borotra, ainsi que le neveu de Jean Borotra, le frère jumeau de Franck Borotra et l'oncle de Claire Borotra.
Il est industriel de profession.
Après avoir été maire d'Arbonne, il est élu maire de Biarritz en 1991 ; il est réélu en 1995, en 2001 et en 2008. Élu conseiller régional en 1986 jusqu’en 1991, il abandonne son mandat pour cause de cumul.
Didier Borotra est élu sénateur des Pyrénées-Atlantiques le 27 septembre 1992, puis réélu le 23 septembre 2001. Au Sénat, il est membre de la commission des affaires étrangères, de la défense et des forces armées et président de l'Association nationale des maires des stations classées et communes touristiques. Il ne se représente pas en 2011.
En 2017, accusé d'avoir annulé « abusivement plus de 4632 procès-verbaux » de stationnement entre janvier 2009 et juin 2013 ayant causé un manque à gagner d'environ 120 000 euros à la ville de Biarritz, il est condamné en appel à une amende de 30 000 euros,. Son pourvoi est rejeté par la Cour de cassation en 2018.
Didier Borotra et son épouse, Geneviève Letamendia, sont parents de deux enfants, Laurent Borotra et Sophie Borotra.
Didier Borotra meurt à Bayonne le 21 août 2024 à l'âge de 86 ans,.

## Détail des mandats et fonctions

### Mandat parlementaire
- Sénateur des Pyrénées-Atlantiques de 1992 à 2011

### Mandats locaux
- Maire d'Arbonne de 1971 à 1977
- Maire de Biarritz de 1991 à 2014
- Conseiller général du canton de Biarritz-est de 1973 à 1976 puis de 1982 à 1992
- Vice-président du conseil général des Pyrénées-Atlantiques de 1985 à 1992, chargé des finances, de l’informatique et du patrimoine
- Premier vice-président du conseil régional d'Aquitaine de 1986 à 1991, chargé des infrastructures, du tourisme, des relations avec la communauté européenne, des relations avec les régions espagnoles
- Président de l'agglomération de Bayonne-Anglet-Biarritz
- Vice-président de l'agglomération Côte Basque-Adour
- Président du syndicat mixte pour l'aménagement et l'exploitation de l'aérodrome de Bayonne-Anglet-Biarritz